# Alceste Campriani
Alceste Campriani (Terni, 11 febbraio 1848 – Lucca, 27 ottobre 1933) è stato un pittore italiano.
Fa parte della Scuola di Resìna, insieme a Giuseppe De Nittis, a Federico Rossano, a Francesco Mancini e ad altri.

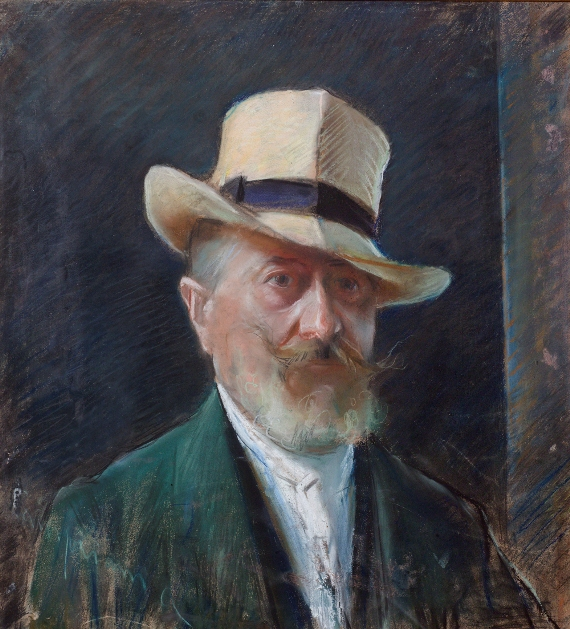
Alceste Campriani, Autoritratto

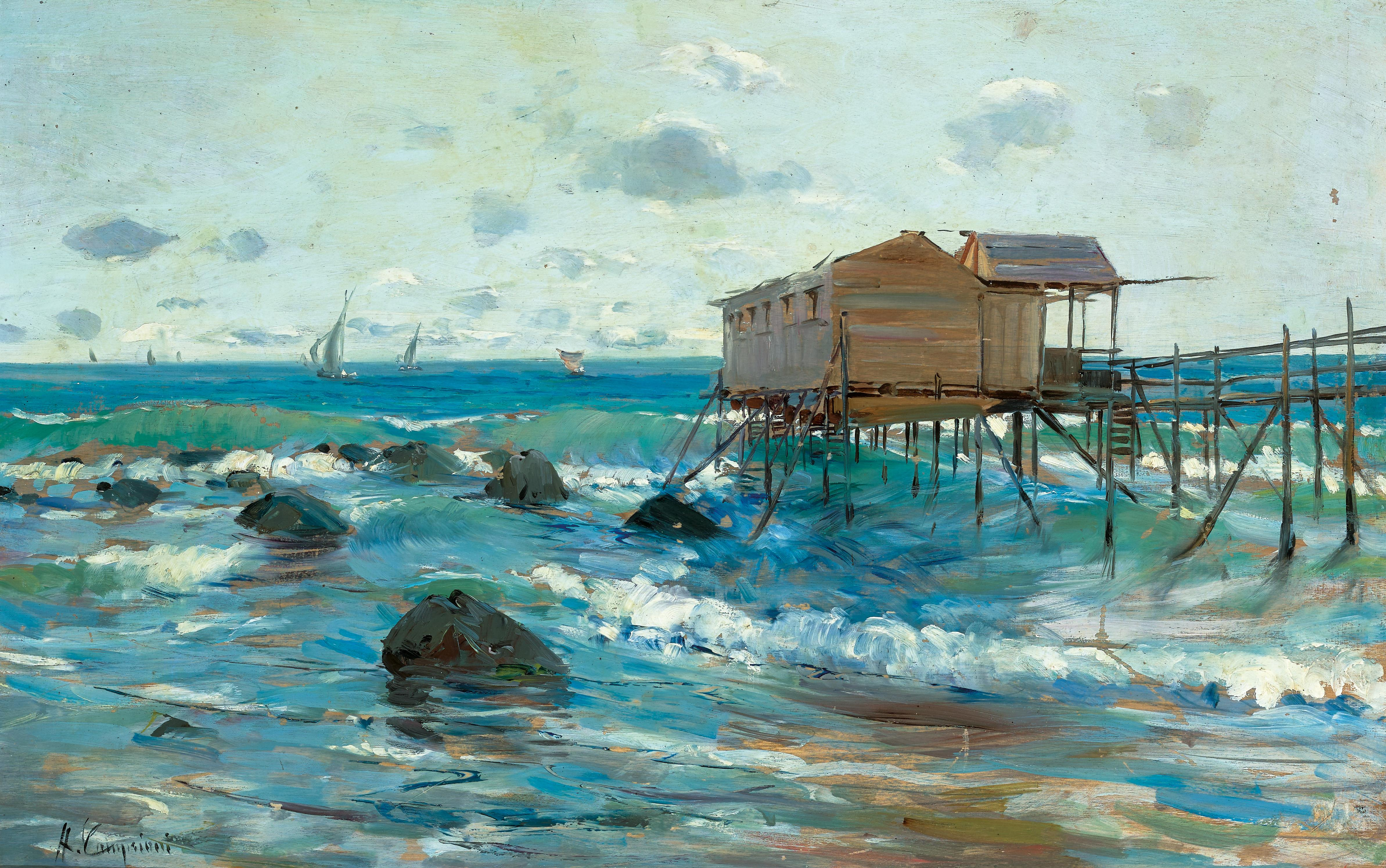
Alceste Campriani, Trabucco sulla costa di Adria

## Biografia
Nel 1861 Alceste Campriani seguì il padre che, profugo politico per aver aderito ai moti del 1860, si trasferì dalla natia Terni Stato Pontificio a Napoli. Il giovane Alceste, poco incline agli studi letterari cui era stato destinato dal padre, fu iscritto e frequentò dal 1862 al 1869 i corsi di pittura dell'Accademia di belle arti di Napoli, dove seguì i corsi dello Smargiassi, del Mancinelli e del Postigione ed incontrò, come compagni di studi, Giuseppe De Nittis, Vincenzo Gemito e Antonio Mancini. Il suo saggio di scuola Capodimonte, del 1865, rappresenta un paesaggio impostato secondo uno schema naturalista di ascendenza palizziana ed offre una testimonianza dell'arte dei suoi anni giovanili. Negli anni successivi approdò ad una pittura di maggiore sintesi, nella resa del paesaggio, così come era promosso dalla Scuola di Resìna e in particolare da Federico Giordano e da Marco De Gregorioː ciò si può riscontrare nel dipinto Sulla via del Vesuvio (Napoli, collezione privata).
Di ritorno a Napoli, nel 1871, proveniente da Parigi, De Nittis, che fu favorevolmente impressionato dai suoi dipinti e ne stimò il talento, gli dette l’occasione di entrare in contatto con il mercante francese Adolphe Goupil. Regolata da un contratto, fu stabilita così una collaborazione in esclusiva, fra il mercante e l'artista,  che si protrasse dal 1870 al 1884. 

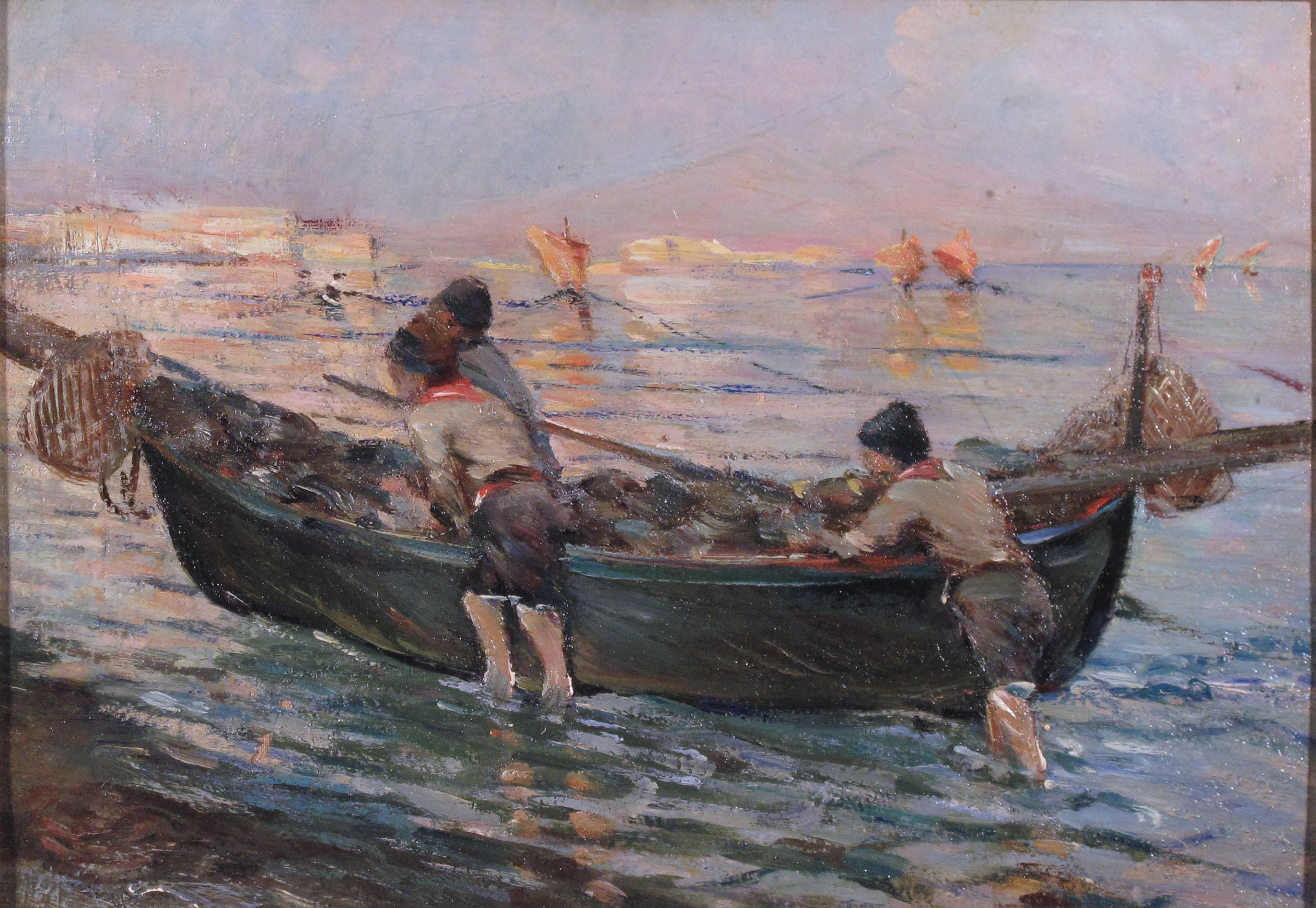
Alceste Campriani, Pescatori

Dopo un periodo di quasi un anno trascorso a Parigi, cui seguì un viaggio a Londra, Campriani ritornò infine a Napoli. Da qui i suoi quadri, attraverso la Francia, si diffusero sul mercato internazionale: motivo questo che lo rende ora quasi più conosciuto all'estero che in Italia.
Il dipinto Ritorno da Montevergine, mostrato all'Esposizione Nazionale di Torino nel 1880, su probabile concessione di Goupil, risente ampiamente del bozzettismo caro alla pittura di genere, ma è anche l'opera che per prima gli assicurò il successo presso il pubblico italiano delle Esposizioni. Dal 1867 al 1897 partecipa alle Promotrici napoletane, comparendo come membro della giuria d'accettazione, nelle edizioni del 1885, del 1888 e del 1893.
Ebbe inizialmente simpatia per la pittura naturalistica professata dai F.lli Palizzi e fu vicino alla cosiddetta Scuola di Resìna. Le sue tematiche prevalenti furono paesaggi napoletani e meridionali, spesso animati da personaggi ed animali, e le scene di genere tratte dalla vita popolare. Nei dipinti successivi al 1880 si rilevano anche scorci veneziani, paesaggi alpini, parigini e londinesi. Dopo il 1884, terminata la collaborazione con Goupil  (che prediligeva in particolare la gradevolezza dell’immagine e gli squillanti effetti di luce e cromia) e non sentendosi quindi vincolato da indirizzi preconcordati, sviluppò la sua visione paesaggistica con un rapporto più libero verso il vero.  La conduzione, più analiticamente micrografica, dei dipinti degli anni Ottanta, manifestata in Fontana di Porto(Napoli, Museo di San Martino), si allenta nelle più pausate campiture di Scirocco sulla costiera amalfitana (Roma, Camera dei deputati), che fu esposto alla Biennale veneziana del 1895, e di Il mattino (Roma, Ministero del Tesoro), esposto alla Triennale di Milano del 1897; entrambi furono acquistati dal Ministero della Pubblica Istruzione, per la Galleria Nazionale d'Arte Moderna. Di questo periodo è anche il Paesaggio per la IV sala del Caffè Gambrinus, inserito nel programma di ammodernamento del ritrovo napoletano, inaugurato nel 1890.
Le opere: Il mattino e, ancora più, il dipinto Solitudine (o Campagna danese), del 1899, conservato a Napoli, alla Galleria dell'Accademia, mostrano anche una certa ispirazione letteraria nel paesaggio simbolista. Anche il titolo E folgorando il sol rompea dai vasti boschi, di un suo quadro mostrato all'Esposizione Nazionale di Rimini del 1909, sottolinea questo aspetto della sua pittura del periodo. Questo probabilmente coincise con l'impegno didattico al quale fu chiamato - dopo essere stato professore dell'Accademia di Napoli - quando assunse la direzione dell'Accademia di belle arti di Lucca dal 1911 al 1921.
Fra i numerosi allievi di Alceste Campriani si possono annoverare Virginio Bianchi, Angelo Torchi e i suoi figli Tullio e Giovanni che, pur non raggiungendo la notorietà del padre, hanno esposto le proprie opere in mostre nazionali e internazionali.